# Championnat d'Iran masculin de volley-ball
Le Championnat d'Iran de volley-ball masculin est la compétition nationale majeure, créée en 1992. Elle oppose les treize meilleures équipes du pays.

## Palmarès
| Année     | Champion                              | Finaliste                | Troisième                      |
| --------- | ------------------------------------- | ------------------------ | ------------------------------ |
| 1976      | Dokhaniat Téhéran Volleyball Club     | Persepolis Téhéran       | Taj Téhéran                    |
| 1977      | Taj Téhéran                           | Persepolis Téhéran       | Zob Ahan Ispahan               |
| 1978      | Taj Téhéran                           | Irana Téhéran            | Liftraksazi Tabriz             |
| 1979-1990 | compétition non disputée              | compétition non disputée | compétition non disputée       |
| 1991      | Boniad Shahid Téhéran Volleyball Club | Bank Melli Téhéran       | Bank Mazandaran Sari           |
| 1992      | Boniad Shahid Téhéran Volleyball Club | Bank Melli Téhéran       | Bank Tejarat Téhéran           |
| 1993      | Bank Melli Téhéran Volleyball Club    | Bank Tejarat Téhéran     | Zob Ahan Ispahan               |
| 1994      | Abgineh Qazvin Volleyball Club        | Bank Melli Téhéran       | Bank Tejarat Téhéran           |
| 1995      | Fajr Sepah Téhéran Volleyball Club    | Foolad Khuzestan         | Rikhtehgari Tabriz             |
| 1996      | Fajr Sepah Téhéran Volleyball Club    | Persepolis Téhéran       | Zob Ahan Ispahan               |
| 1997      | Paykan Téhéran                        | Zob Ahan Ispahan         | Fajr Sepah Téhéran             |
| 1998      | Paykan Téhéran                        | Zob Ahan Ispahan         | Abgineh Qazvin                 |
| 1999      | Paykan Téhéran                        | Sanam Téhéran            | Zob Ahan Ispahan               |
| 2000      | Paykan Téhéran                        | Motojen Tabriz           | Sanam Téhéran                  |
| 2001      | Sanam Téhéran Volleyball Club         | Paykan Téhéran           | Aboomoslem Khorassan           |
| 2002      | Sanam Téhéran Volleyball Club         | Paykan Téhéran           | PAS Téhéran                    |
| 2003      | Paykan Téhéran                        | Sanam Téhéran            | PAS Téhéran                    |
| 2004      | Sanam Téhéran Volleyball Club         | Paykan Téhéran           | Pegah Urmia                    |
| 2005      | Sanam Téhéran Volleyball Club         | Pegah Urmia              | Paykan Téhéran                 |
| 2006      | Paykan Téhéran                        | Saipa Téhéran            | Azarpayam Ertebatat Urmia      |
| 2007      | Paykan Téhéran                        | Gol Gohar Sirjan         | Saipa Téhéran                  |
| 2008      | Paykan Téhéran                        | Saipa Téhéran            | Pegah Urmia                    |
| 2009      | Paykan Téhéran                        | Saipa Téhéran            | Foolad Urmia & BEEM Mazandaran |
| 2010      | Paykan Téhéran                        | Saipa Karaj              | Kalleh Mazandaran              |
| 2011      | Paykan Téhéran                        | Saipa Alborz             | Kalleh Mazandaran              |
| 2012      | Kalleh Mazandaran                     | Saipa Alborz             | Paykan Téhéran Shahrdari Urmia |
| 2013      | Kalleh Mazandaran                     | Matin Varamin            | Paykan Téhéran                 |